# 有路上村
有路上村（ありじかみむら）は、かつて京都府加佐郡にあった村。現在の福知山市大江町北有路・大江町南有路にあたる。

## 地理
- 山岳：矢部山
- 河川：由良川

## 歴史
- 1889年（明治22年）4月1日 - 町村制の施行により、北有路村・南有路村の区域をもって加佐郡有路上村が発足。
- 1951年（昭和26年）4月1日 - 河守町に編入。同日有路上村廃止。河守町は即日改称して大江町となる。

## 行政

### 歴代村長
| 代   | 在職期間       | 名前       |
| ---- | -------------- | ---------- |
| 1代  | 1889年～1899年 | 平野忠治   |
| 2代  | 1899年～1903年 | 平野謙治郎 |
| 3代  | 1903年～1908年 | 土佐半之亮 |
| 4代  | 1908年～1913年 | 荒木義美   |
| 5代  | 1913年～1918年 | 平野徳次郎 |
| -    | 1918年～1920年 | 荒木義美   |
| 6代  | 1920年～1929年 | 真下新蔵   |
| 7代  | 1929年～1935年 | 上山秀雄   |
| 8代  | 1935年～1939年 | 真下近蔵   |
| 9代  | 1939年～1947年 | 平野賢蔵   |
| 10代 | 1947年～1951年 | 高橋惣一   |

出典は『大江町史 通史編 下巻』

## 教育
- 有路小学校

## 交通
- 宮津街道（現・国道175号）

## 名所・旧跡
- 来壽森神社
- 長橋寺
- 普門寺
- 光明寺